# آساوتاماک
آساوتاماک (انگلیسی: Asavtamak) یک شهرک در شهرستان بورایفسکی باشقیرستان کشور روسیه است.